# Berinda
Berinda is een geslacht van spinnen uit de familie bodemjachtspinnen (Gnaphosidae).

## Soorten
De volgende soorten zijn bij het geslacht ingedeeld:
- Berinda aegilia Chatzaki, 2002
- Berinda amabilis Roewer, 1928
- Berinda cypria Chatzaki & Panayiotou, 2010
- Berinda ensigera (O. P.-Cambridge, 1874)
- Berinda hakani Chatzaki & Seyyar, 2010